# Mario Floris
Mario Floris (Càller, 1937) és un polític sard. Treballà com a tècnic comercial. Militant de la Democràcia Cristiana Italiana, ha estat elegit diputat a les eleccions regionals de Sardenya de 1974, 1979, 1984, 1989 i 1999. De 1979 a 1980 fou assessor de treball sota el govern de Sandro Ghinami, i de 1982 a 1984 fou assessor d'ens locals sota el govern d'Angelo Rojch. També ha estat nomenat president de Sardenya el 1989-1991 i el 1999-2001. Posteriorment abandonà la DCI i és conseller regional de la Unió Democràtica Sarda (UDS).